# Victoria de los Ángeles
Victoria de los Ángeles (en Catalão, Victòria dels Àngels) (Barcelona, 1 de novembro de 1923 – Barcelona, 15 de janeiro de 2005) foi um soprano espanhola. 